# Antônio de Assis Ribeiro

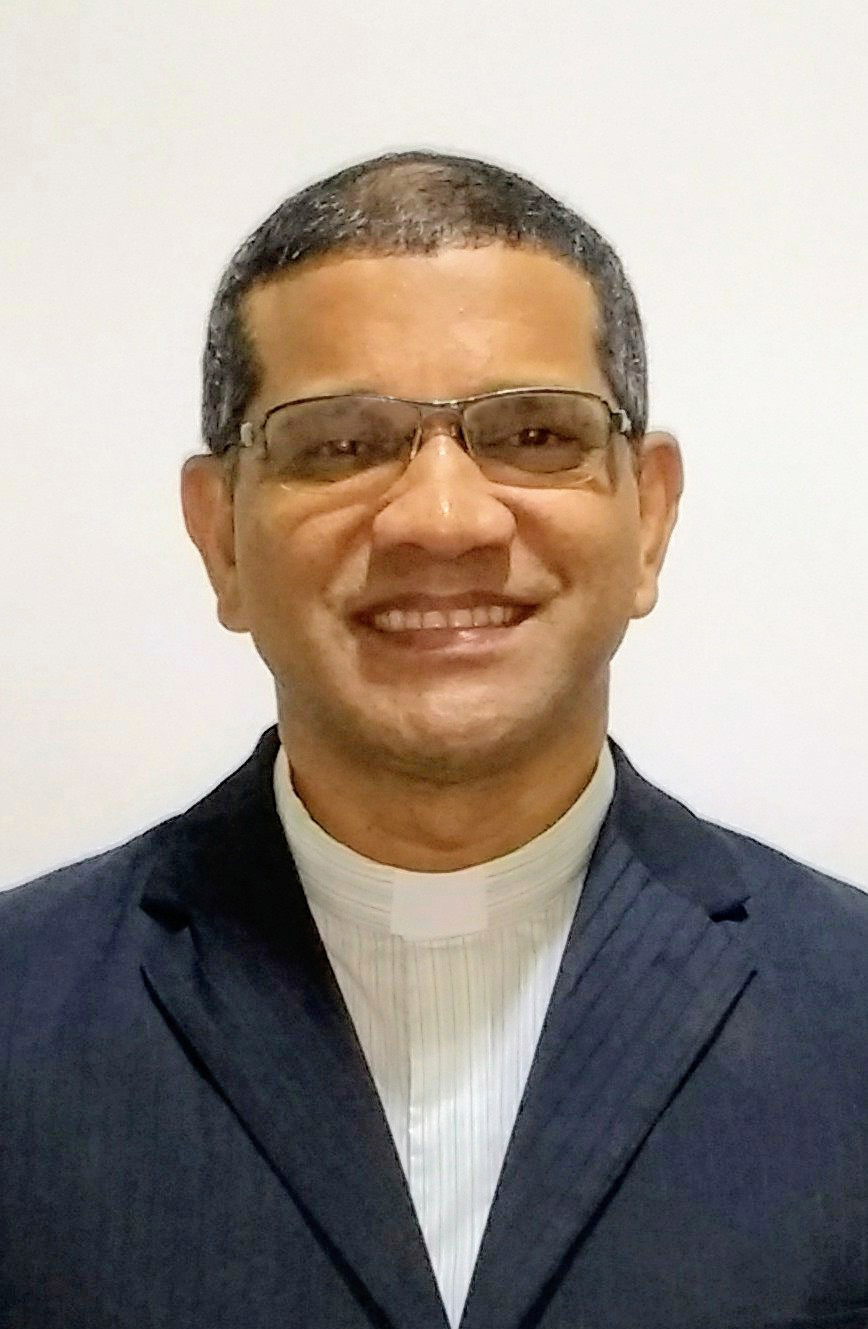
Antônio de Assis Ribeiro, 2017

Antônio de Assis Ribeiro SDB (* 26. Juli 1966 in Ourém, Pará, Brasilien) ist ein brasilianischer Ordensgeistlicher und römisch-katholischer Weihbischof in Belém do Pará.

## Leben
Antônio de Assis Ribeiro trat der Ordensgemeinschaft der Salesianer Don Boscos bei, legte am 10. Januar 1987 die erste Profess ab und studierte anschließend bis 1991 in Manaus und an der Katholischen Universität von Brasília. Für die weitere Ausbildung ging er nach Rom an die Päpstliche Universität der Salesianer. Er empfing am 17. Juni 1995 das Sakrament der Priesterweihe.
Nach der Priesterweihe war er zunächst Kaplan in Manaus und Verantwortlicher für die Aspiranten für den Ordenseintritt. Von 1997 bis 1999 studierte er erneut in Rom und erwarb an der Päpstlichen Akademie Alfonsiana das Lizenziat in Moraltheologie. Nach seiner Rückkehr war er in verschiedenen Bereichen der Pfarrseelsorge und seines Ordens tätig. Von 200 bis 2005 war er zudem Professor für Moraltheologie am Regionalinstitut für die Priesterausbildung in Belém do Pará. Seit 2013 war er Vizeprovinzial und Verantwortlicher für die Jugend- und Berufungspastoral der Salesianerprovinz São Domingos Sávio mit Sitz in Manaus.
Am 28. Juni 2017 ernannte ihn Papst Franziskus zum Titularbischof von Babra und zum Weihbischof im Erzbistum Belém do Pará. Die Bischofsweihe spendete ihm der Erzbischof von Belém do Pará, Alberto Taveira Corrêa, am 2. September desselben Jahres. Mitkonsekratoren waren der Bischof von Humaitá, Franz Josef Meinrad Merkel CSSp, und der Bischof von Santarém, Flávio Giovenale SDB.